# Casimiro Morcillo González
Casimiro Morcillo González (ur. 26 stycznia 1904 w Soto del Real, zm. 30 maja 1971) – pierwszy arcybiskup Madrytu.
Urodził się 26 stycznia 1904 w Soto del Real w Hiszpanii. 25 stycznia 1943 roku został mianowany biskupem tytularnym Agathopolis oraz pomocniczym Madrytu. 13 maja 1950 roku został biskupem Bilbao, a 21 września 1955 arcybiskupem Saragossy.
W 1964 diecezja Madrytu uzyskała tytuł archidiecezji i 24 marca tego roku, po śmierci Leopoldo Eijo y Garaya, Casimiro Morcillo został nominowany pierwszym arcybiskupem Madrytu. Zmarł 30 maja 1971.
Na jego cześć nazwana została jedna ulica w Madrycie, usytuowana w pobliżu Hospital Universitario La Paz.